# Polyspora multinervis
Polyspora multinervis är en tvåhjärtbladig växtart som först beskrevs av George King, och fick sitt nu gällande namn av Orel, Peter G.Wilson, Curry och Luu. Polyspora multinervis ingår i släktet Polyspora och familjen Theaceae. Inga underarter finns listade i Catalogue of Life.